# Nancy Lieberman

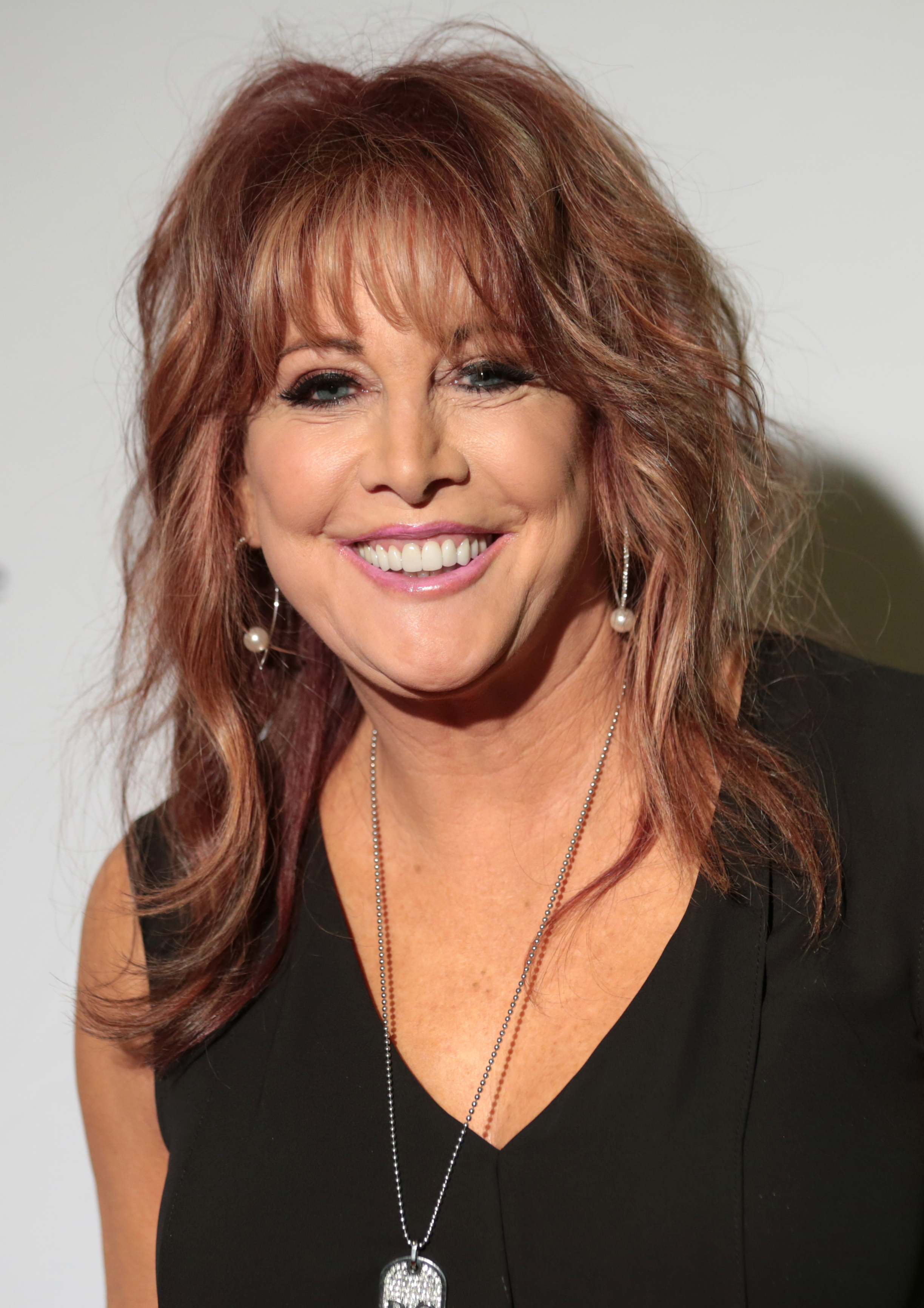
Nancy Lieberman (2018)

Nancy Elizabeth Lieberman (* 1. Juli 1958 in Brooklyn, New York) ist eine US-amerikanische Basketballtrainerin und ehemalige -spielerin. 2009 wurde sie Cheftrainerin der Colorado 14ers, die im folgenden Jahr von den Texas Legends abgelöst wurden, in der NBA Development League. Lieberman ist damit die erste Cheftrainerin in einer Herren-Profiliga im Basketball. Außerdem ist sie beim Fernsehen als Basketballexpertin und -analystin aktiv. Lieberman gilt als eine der bekanntesten Persönlichkeiten im Frauenbasketball.
Im Alter von 18 Jahren wurde sie die jüngste Medaillengewinnerin im Basketball in der Geschichte der Olympischen Spiele: Mit der US-Mannschaft gewann sie 1976 die Silbermedaille. 1986 spielte sie für Springfield Fame in der United States Basketball League, womit sie die erste Spielerin in einer professionellen Basketballliga der Herren war. 1997 war Lieberman für Phoenix Mercury in der WNBA aktiv, später trainierte sie die Mannschaft von Detroit Shock. Zudem fungierte sie einige Zeit als Fitnesstrainerin der Tennisspielerin Martina Navrátilová.
Im Jahre 2000 wurde sie in die Nassau County Sports Hall of Fame aufgenommen. Sie ist außerdem Mitglied der Naismith Memorial Basketball Hall of Fame sowie der Women’s Basketball Hall of Fame.